# Релігія та міфологія мая
Як і всі представники інших доколумбових цивілізацій Америки, маяни були глибоко духовним народом. Протягом тисячоліть їхні думки та дії були інспіровані космологічними уявленнями про час та простір, створенням людини, вірою в релігійне значення сільськогосподарських циклів. Їхній світогляд ґрунтувався на дуже складній політеїстичній релігійній системі. Ця релігійна система, здається, була встановлена ще в архаїчні часи, задовго до розквіту цивілізації мая протягом класичного періоду (II—IX ст. н. е.). Протягом тисячоліть ця складна система була розширена, дещо змінюючись між регіонами і періодами часу, але підтримуючи основні успадковані вірування, традиції та обряди. Мая розділяли багато традицій і ритуалів з іншим культурами Месоамерики, яка є різноманітною мозаїкою дещо схожих, але унікальних традицій. Релігійна система мая жива і сьогодні, за її обрядами живуть мільйони представників сучасних мая, які, хоча і мають особливості, характерні для кожного народу, успадкували більшість традицій від колись великої класичної культури.

## Збереження релігії мая та джерела її дослідження
Попри колапс класичної цивілізації мая на початку X століття, протягом якого майже на всій території, що була підконтрольна цьому народу, припинилося будівництво монументальних споруд, барельєфів, стел з записами подій, а населення різко скоротилося і більшість міських центрів були покинуті, сам народ мая зберігся і продовжував підтримувати свою віру і традиції. Збереження цих традицій можна побачити у залишках архітектури та виробів міст півночі півострова Юкатан, які все ще процвітали протягом посткласичного періоду під впливом культур узбережжя Мексиканської затоки та долини Мехіко. Населення південної низовини та гірських регіонів мая сучасної Гватемали практично припинило монументальне будівництво протягом цього періоду, однак слідування традиційним віруванням серед місцевих мая було підтверджене описами та повідомленнями XVI і XVII століть іспанськими дослідниками.
Протягом іспанського завоювання Юкатану і після нього, історії та традиції мая продовжували передаватися подальшим поколінням, хоча і з деякими рисами європейських традицій і релігій, зокрема католицизму. Багато мая переслідувалися за свою віру протягом століть починаючи з прибуття європейців. Хоча немає сумніву, що їхнє суспільство і традиції пройшли через істотні зміни, багато мая сьогодні підтримують свою ідентичність, пам'ятають свою історію, традиції та спадщину. Це характерно навіть для мешканців тих районів, де було поширене прийняття християнства.
До нашого часу збереглися лише чотири більш-менш повних книги мая, написаних у доколумбові часи й присвячених релігійним темам. Більшість кодексів (рукописів) мая були знищені іспанською інквізицією та світською владою під час завоювання Месоамерики та християнізації, тому наше знання культури класичного періоду часто неповне і фрагментоване. Крім того, залишилося багато надписів, висічених на архітектурних пам'ятках, залишках релігійних споруд та фресках, наприклад у відомому храмі на території сайту Бонампак, які містять інформацію про вірування мая. Після іспанського завоювання деякі з текстів були переписані або записані з переказів маянською латиницею. Найвідоміші з цих наративних джерел — збірники текстів релігійного характеру Пополь-Вух (написаний мовою кіче́) та Чилам-Балам.

## Міфологія

### Утворення світу
Подібно ацтекам і інкам, які досягли розквіту пізніше, мая вірили в циклічну природу часу на всіх рівнях (див. календар мая). Мая розглядали існування всесвіту як череду ер великої довжини, трохи менше ніж 5200 років, які поділялися на 13 менших періодів, бактун (однина: bak'tun). Згідно з так званою Томпсонівською кореляцією календаря мая, світ був створений 13 серпня 3114 року до н. е. та буде знищений 23 грудня 2012 року, коли сучасний цикл так званого довгого рахунку підійде до кінця. Згідно з пізнішими джерелами, попередній світ помер у великому потопі (ідея, яка також знайдена в ацтеків), коли небо впало на землю та світло зникло.
Після цього настав період між двома світами, час магії та героїчних подій, описаний в книзі Пополь-Вух. Історія, описана в Пополь-Вух, починається з народження першої пари героїв-близнюків, дітей попередніх творців. Коли близнюки підросли, вони були викликані у підземне царство, Шібалбу (Xibalba), за те, що дуже гамірно грали в м'яч на поверхні. Після страшних тортур вони були страчені, але від голови одного з них, бога маїсу (кукурудзи), магічним чином завагітніла донька царя Шібалби, леді Кров.

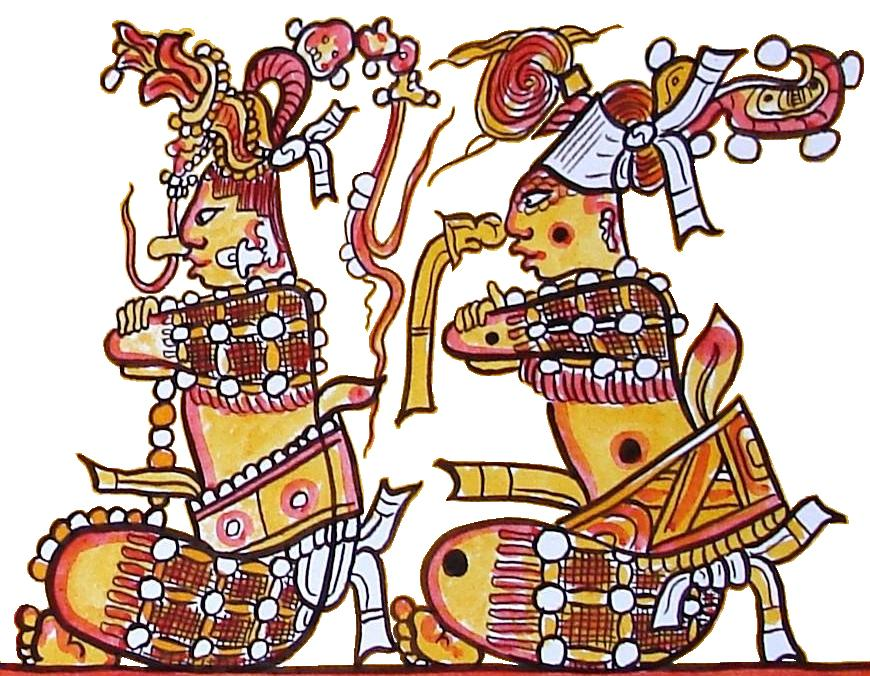
Ішбаланке і Хунахпу, герої-близнюки мая

Леді Кров була вигнана на поверхню, де народила нову пару легендарних героїв-близнюків, Хунахпу (Hunahpu) і Ішбаланке (Ixbalanque або Xbalanque) (імена дані мовою кіче, не мовою класичних мая). Коли вони підросли, брати здійснили багато героїчних подій, типова роль для богів-близнюків у релігіях Месоамерики. Спершу вони перемогли своїх злих зведених братів, перетворивши їх на людей-мавп (які пізніше стали покровителями художників, артистів і танцюристів). Потім вони вбили жахливого птаха Вукуб-Какіш (Wuqub' Kaqix), у якого вони вибили зуби, стріляючи вибуховими кулями, а потім замінили їх на м'які зерна маїсу.
Останнім подвигом була перемога над царями Шібалби. Як і їхній батько, вони були викликані в підземне царство, але вони вижили після численних тортур. У кінці вони також перемогли царів Шібалби у грі в м'яч, але все ж таки були страчені. Але боги неба оживили їх, і за допомоги вдалої стратегії вони зуміли вбити своїх ворогів та оживити свого батька, бога маїсу. Цей міф часто розглядається як метафора сільськогосподарського циклу і річного відродження врожаїв. Так коли мая сіють маїс, вони посилають зерна у підземне царство, але маїс «відроджується» у вигляді молодого паростка. Ця історія — важливий елемент міфології мая і часто зображається у мистецтві.
Світ був створений із нічого волею богів. Боги Тепеу (Tepeu) і Гукумац (Gucumatz, також відомий як Кукулкан — Kukulkan, і як ацтекський бог Кетцалькоатль) називаються творцями. Вони були одними з перших істот, що виникли у світі, та відрізнялися своєю мудрістю. Хуракан (Huracan), також існував у перші часи утворення світу, але йому надавалося менше персоніфікації, він діє як шторм, богом якого він і був. Від його імені походить слово «ураган» багатьох сучасних мов.
Щоб зберегти свою владу, Тепеу і Гукумац вирішують створити народ, який би міг поклонятися їм. Хуракан фактично проводить процес творіння, а Тепеу і Гукумац керують процесом. Земля була створена, але боги роблять кілька невдалих спроб створити на ній бажаний народ. Спочатку були створені тварини, проте вони були нездатні поклонятися своїм творцям, і тому були назавжди вигнані до лісу. Людина була невдало зроблена з глини, але вона тільки розсипалася, потім з деревини, але ці люди швидко забули своїх творців. І тільки після цього люди були зроблені з маїсу. Тобто мая вважали, що маїс не тільки є головним елементом їхньої дієти, але і що вони були самі зроблені з цього ж матеріалу.
Ціллю людини було виконувати завдання, які були корисні богам — тобто займатися ювелірною справою, обробкою коштовних каменів, гончарним ділом, створенням барельєфів тощо. Згідно з деякими істориками, це вказує на те, що мая створювали твори мистецтва не заради самого мистецтва, а тільки для задоволення богів.
Кожна столиця держав мая мала свою версію легенди про утворення світу, яка б прославляла предків династії правителів цього міста. Наприклад, в Паленке надписи часів Кан Балама, сина Ханаба Пакаля, в храмі Хреста розказують одну з версій. За нею ще за 8 років до кінця попереднього світу народився Перший Батько, а через 540 днів — Перша Матір, яка народила Кавіла (K'awil), змієподібного бога з трубою на чолі, що завжди був покровителем царського дому цього міста.

### Будова світу

Гліфи, що відповідають географічним напрямкам та відповідним кольорам у писемності мая

Багато елементів космологічної системи відомі дуже погано, але можна сказати, що мая, подібно до більшості ранніх суспільств, вважали, що всесвіт має три головні частини, небо, землю і підземне царство. Небо у мая мало тринадцять рівнів або шарів, де жили різні боги. Підземне царство, Шібалба́ (Xibalbá), складалося з дев'яти рівнів, які були населені старими богами смерті і гниття. Мая вважали, що Шібалба була місцем, куди потрапляли душі щонайменш більшості людей після смерті, і що божества пекла мучили їх там. Іцамна (Itzamna) і бог Сонця, перебували у небі мая. Нічне небо часто вважалося вікном, що показує всі надприродні явища. Мая співвідносили сузір'я з богами і бачили в їхніх сезонних рухах розгортання розповідей і вважали, що у нічному небі зливаються всі рівні світу.
Також мая розглядали Землю як плоску та чотирикутну, де кожний кут мав власне кольорове значення: схід був червоний, північ — білою, захід — чорним, а південь — жовтим. У цій системі також існував і п'ятий «кут», центр, який асоціювався з синьо-зеленим кольором. Земля підтримувалась чотирма старими богами Павахтунами (однина: Pawahtun), точніше чотирма формами одного бога. Небо також підтримувалося чотирма богами Бакабами (Bakab), а за іншою версією — чотирма деревами різних видів та відповідних кольорів. У цій системі в центрі росла синьо-зелена сейба (бавовняне дерево), так зване «дерево світу» або «дерево життя». У космології мая воно формувало свого роду вісь світу, яка з'єднала центр Землі зі всіма рівнями як неба, так і підземного царства. Мая часто саджали дерева сейба у центрі поселення, які символізували цей зв'язок. У деяких поселеннях знайдені й інші дерева, що відповідали всім чотирьом напрямкам.
Мистецтво класичного періоду також часто зображає Землю як спину величезного двоголового алігатора, що відпочиває у ставку наповненому ліліями. Небо, на відміну від Землі, зображалося у вигляді двоголової змії, ймовірно через те, що слово «небо» (kaan або chan) було омонімом зі словом «змія». У цьому випадку всі зірки зображалися намальованими на тілі цієї змії.

### Небесний пантеон

Боги мая з Дрезденського кодексу та гліфи їхніх імен. a. Бог смерті; b. Чак, бог дощу; c. Ку (K'u), «бог» (це зображення може заміняти собою інші); d. Іцамна; e. Бог маїсу; f. Кініч-Ахау або Ахау-Кін, бог сонця; g. молода богиня місяця; h. Кавіл, бог керівних родів; i. Ек-Чувах, бог торговців; j. Іш-Чел або Чак-Чел, стара богиня Місяця та богиня медицини.

Про пантеон мая відомо дуже мало, хоча можна сказати, що їхній світ був наповнений богами. Наприклад у рукописі XVIII століття, «Ритуали Бакаба», поіменно названі 166 богів, а в доколумбівських кодексах можна розпізнати як мінімум 30. Наприклад, боги відповідали кожному з 13 рівнів неба та 9 рівнів підземного царства. Частково ця різноманітність богів походить від багатоликості богів мая. По-перше, багато богів були не одною, а чотирма особами, що відповідали кожному з чотирьох напрямків. По-друге, багато богів мали супутника (чоловіка або дружину) протилежної статі, відображення месоамериканського принципу дуалізму та єдності протилежностей. По-третє, деякі боги мали молоду та стару форми, або, особливо протягом Класичного періоду, тілесну і безтілесну. По-четверте, не існувало чіткого розділення між людиною і тваринами та між видами тварин, тому багато богів об'єднували риси кількох тварин у химерних формах. І останнє, кожний астрономічний бог мав свого підземного двійника, який з'являвся у той час, коли зірка або планета «вмирала», досягнув горизонту, та існував до її появи з протилежного боку.
Також слід відмітити те, що боги мая часто не були дискретними, окремими об'єктами, як грецькі боги. Боги часто були спорідненими та мали аспекти, які повільно переходять від одного бога до іншого. Існує велика різноманітність символів, що відповідають надприродним явищам в релігійній традиції мая, тільки деякі з яких зустрічаються з регулярністю. «Добрий» або «злий» також часто не є постійними характеристиками богів мая. Риси можуть змінюватися циклічно, зі зміною сезонів; як і в інших випадках ця циклічність є одним з основних елементів міфології мая.
Верховним богом пантеону мая був Іцамна (Itzamna, «дім ящірки»), який зображався в кодексах у вигляді старого чоловіка з римським носом, винахідник письменності та покровитель освіти і наук. Його жінкою була Іш-Чел (Ix Chel, «Пані Веселка»), стара богиня прядіння, медицини і дітонародження, яка також була богинею Місяця. Змії в її волосах та клешні замість рук вказують на її спільне походження з ацтекською богинею Коатліке (Coatlicue), матір'ю всіх людей та богів. Всі інші боги, включаючи Бакабів, були нащадками цієї пари, вони називаються «старою парою предків» в книзі Пополь-Вух.
Бог Сонця, Кініч-Ахау (K'inich Ahaw), виглядає в кодексах дуже подібним до Іцампи і може бути одним з його втілень (проте, він міг бути і його батьком). На своєму шляху через підземне царство він стає жахливим богом-ягуаром, який часто зображається на монументах мая.
Молода напівоголена жінка, що кілька разів зустрічається в Дрезденському кодексі — молода богиня Місяця, молодий варіант Іш-Чел, знаний як Іш-Чуп (Ix Ch'up, «жінка»), що мала романтичні стосунки з кількома іншими богами.
У кутах Землі знаходився чотириликий Чак (Chaac, в класичній мові Chaahk [t͡ʃaːhk]), бог дощу, поклоніння якому можна прослідкувати до культури Ольмеків. Чак був одним з найпопулярніших богів доколумбівських мая, які асоціювали його з громом та блискавками, його культ все ще існує серед сучасних мая. Також чотириликими були Бакаби, кожний з яких приймав владу над світом на 1/4 кожного 260-денного періоду.
Крім цих богів, в пантеоні мая існували покровителі соціальних класів і професій. Очолював цей список Кукулькан (K'uk'ulkan), наступник Кавіла у ролі покровителя керівної касти, культ якого виник вже в посткласичний період та досяг розквіту під час приходу тольтеків на Юкатан. Серед солдатів були популярні кілька богів війни, деякі з яких були реальними полководцями, знаменитими своїми завоюваннями. Богом торговців та вирощувачів какао (яке цінилося як валюта) був Ек-Чувах (Ek' Chuwah), з чорним обличчям та довгим носом. Він також походить з долини Мехіко, де був відомий як покровитель торговців «Бог Л», але пізніше став богом війни, і саме в цій ролі з'являється у Дрезденському кодексі. Також у мая були покровителі мисливців, рибалок, пасічників, художників, артистів, коханців та навіть самогубців. Мистецтвом опікувалися люди-мавпи, походження яких дуже детально описане в Пополь-Вух.

### Підземне царство
Підземне царство, Шібалба́ (Xibalba, «місце боротьби»), ймовірно було дев'ятирівневим, кожний з рівнів мав свого повелителя, на це вказують, наприклад, дев'ять домів тортур, через які пройшли герої-близнюки. Це холодне нещасне місце вважалося місцем, куди повинні були потрапити після смерті майже всі мая.
Значна частина знайденої кераміки має похоронне значення, така кераміка часто містила їжу та воду «на дорогу». Тому і тема підземного царства була дуже поширена на знайденій кераміці мая. Частина епіки підземного царства також описана в Пополь-Вух; здається, ця епіка дуже схожа на єгипетську «Книгу мертвих». На вазах і тарілках часто зображуються бог Маїсу, Вукуб-Какіш, боги-мавпи, Хунахпу й Ішбаланке. Першого з героїв-близнюків легко розпізнати за чорними плямами на тілі, залишками шкіри ягуара. Звичайно вони зображуються в момент відродження свого батька або під час гри у м'яч.
Входами до Шибалби часто вважалися глибокі печери. В дуже відомій печері Нах-Туніч, відкритій в 1979 році, було знайдено багато поховань пізнього класичного і посткласичного періодів, але печера вже була пограбована до знахідки її археологами. Важливою рисою цієї печери є численні ієрогліфічні тексти (до нас дійшли близько 400 гліфів) і зображення на стінах, виконані чорним вугіллям. Зображення включають гру в м'яч, любовні акти, у тому числі, ймовірно, гомосексуальні, та богів мая, що часто включають героїв-близнюків. Ймовірно, печери також асоціювалися з горами, і навіть зараз мая проводять ритуали у печерах з ціллю викликати дощ, який, як вони вірять, зароджується у цих печерах ще до того, як він підіймається на небо. Зараз знайдена більш ніж сотня печер з залишками поховань та зображень мая, часто такими ж священними місцями вважаються і сеноти, тобто природні провалля, утворені при обваленні склепіння вапнякової печери, в якій протікають підземні води.
Так, археологи з Національного інституту антропології вивчили унікальне каное мая, яке ще два роки тому виявили у затопленому сеноті Сан-Андрес (Мексика), та в кінці червня 2023 року, вперше, поділилися своїми висновками. Довжина знайденого каное становить 2,15 метра, ширина – 45 сантиметрів, а висота – 36,5 сантиметрів. Воно безперечно виготовлено в традиціях мая, дійшли висновку вчені. Однак воно не використовувалося за призначенням — заважкі ніс і корма ніяк не могли триматися на воді. Отже, човен створювали у символічних цілях. Швидше за все, для підношення богам. А сам сенот Сан-Адреас, ймовірно, вважався у цивілізації Мезоамерики входом до потойбічного світу, вважають вчені. На це вказує і те, що в ньому були численні людські останки, а також кістки броненосців, собак, індичок і орлів. Фахівці вже ідентифікували 38 скелетів. Переважна серед них кількість кісток броненосців наводять експертів на думку про ритуальне використання каное та його розміщення в печері до того, як її було затоплено. Завдяки цьому дослідженню вчені визначили й точний вік знахідки. Радіовуглецеве датування деревини каное показало, що його створили в XVI ст., а не в період з 830 по 950 роки, як вважалося раніше.

### Перелік основних богів мая

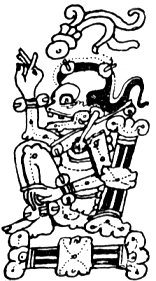
Ах-Пуч у Дрезденському кодексі

Основна стаття: Перелік богів мая
- Ах-Пуч (Ah Puch) — бог смерті, що керує Метналом (Metnal), найнижчим рівнем Шибалби
- Бакаби (однина: Bacab) — боги, що підтримують небо
- Гукумац (Gucumatz) — бог-змія та творець людини
- Зіпакна (Zipacna) — демон підземного царства
- Ішбаланке (Ixbalanque) — один з героїв-близнюків
- Іш-Чел (Ixchel) — богиня Землі та Місяця
- Іш-Таб (Ixtab) — богиня самогубців
- Іцамна (Itzamna) — верховний бог мая
- Кавіїл (Kaviil) — бог блискавки (світла)[3]
- Камазоц (Camazotz) — бог — кажан, намагався вбити героїв-близнюків в Пополь-Вух
- Хунахпу (Hunahpu) — один з героїв-близнюків
- Хуракан (Huracan) — бог штормів та вогню, один з творців людини
- Чак (Chaac) — бог дощу та грому
- Цизін (Кисин) — бога смерті, «смердючий»[3]

## Релігійні обряди
На відміну від ацтеків, жерці мая не дотримувалися целібату. Сини наслідували своїм батькам на посаді жерця, хоча інколи жерцями ставали другі сини правителів. Титул жерця, Ах-Кін (Ah K'in — «він від сонця»), вказує на зв'язок з календарем та астрономією, а їх обов'язки включали не тільки проведення ритуалів, але й освіту. Також вони проводили розрахунки календаря, астрономічних подій, завідували священними місцями, церемоніями і святами, надавали пророцтва, займалися лікуванням хворих, вчили учнів письму та складали генеалогії важливих персон.
Як вже згадувалося, мая вірили в циклічну природу часу (див. календар мая). Ритуали і церемонії були тісно пов'язані з різноманітними зоряними і земними циклами, які вони спостерігали і записували у вигляді своєрідних календарів. Жерці мая виконували інтерпретацію цих циклів і видавали пророцтва щодо майбутності або минулого засновуючись на відносинах різних календарів. Якщо інтерпретації жерців передбачали погані часи, для заспокоєння богів приносилися жертви. Жертви могли бути невеликими тваринами, «кровопусканням» високими посадовими особами, та, хоча й дуже нечасто, людськими жертвами.
При принесенні людських жертв, жерцю допомагали чотири старці, так званих чака, за іменем бога дощу (відгук священної ролі бога Чака класичного періоду), які тримали руки і ноги жертви, поки груди вскривала інша людина, яка називалася Накум (Nakom, подібно до бога війни). Інший учасником церемонії був чилам (Chilam), свого роду шаман, який отримував повідомлення від богів в стані трансу, а його пророцтва інтерпретувалися жерцями.
Кожен ритуал мая диктувався календарем, найголовніший цикл якого становив 260 днів. Дати та символи були насичені символічним значенням. Наприклад, часто з'являються номери 4, 9, 13 та кольорові напрямки. Перед та під час проведення ритуалів спостерігався суворий піст, з забороною багатьох продуктів харчування та сексуальної активності, крім того, ті, хто брали участь у ритуалах проводили членоушкодження свого тіла, протикаючи голкою вуха, щоки, губи, язик і пеніс, а втрачена кров використовувалася для змащення ідолів. Напередодні іспанського завоювання такі ідоли кадили пахощами і каучуком, та ритуально годувалися. У жертву приносилися ув'язнені, раби та позашлюбні діти або сироти, куплені для цього випадку. Проте, до тольтекської ери людські жертви майже не зустрічалися, замість них використовувалися тварини: індички, собаки, білки, перепели та ігуани.
Найбільшою церемонією посткласичних юкатекських мая було урочисте святкування Нового Року. Ця церемонія проходила в кожному суспільстві мая протягом п'яти безіменних і нещасливих днів на кінці попереднього року, і залучала спорудження спеціальної дороги (ймовірно, подібної до «тротуарів» класичного періоду) до ідола, розміщеного в одному з чотирьох напрямків одразу за межами міста; щороку вибирався новий напрямок, з циклом у чотири роки та у напрямку проти годинникової стрілки. Протягом року відбувалися різні ознаки та здійснювалися різні пророцтва, погані та добрі, але погані могли бути нейтралізовані за допомогою спеціальних обрядів, наприклад, відома церемонія ходіння по вогню, в якій жерці босоніж бігли по шару гарячого, ще червоного, вугілля.
Крім того, протягом всього року проводилися сільськогосподарські обряди і церемонії для таких важливих економічних груп як мисливці, пасічники, рибалки і ремісники, ймовірно поставлені в залежність від дат 260-денного циклу, як ми можемо судити за даними Мадридського кодексу, який, здається, переважно присвячений таким питанням. Збільшення мисливської здобичі, виробництва меду і воску і так далі, були метою цих дій, які часто приймали форму «аналогічного чарівництва», наприклад, виливання води у вогонь щоб викликати дощ.
На відміну від поширеної думки, що класичні суспільства мая було організовані як теократії, тобто держави, якими керували жерці, не існує ніяких свідоцтв про саме існування жерці протягом класичного періоду! Здається, що жерці були введені протягом раннього посткласичного періоду під впливом тольтеків. Проте, значну роль у суспільстві класичного періоду грали художники, писарі та скульптори, які займали наступний ранг після правителів держав. Головним писарем, що приблизно відповідав візиру у мусульманських монархіях, був так званий Ах-Кутун (Ah k'utun, «він він священних книг»), тобто державний бібліотекар.
Представники еліти класичного періоду були помішані на крові, як власній, так і крові ворогів. Кров, пролита правителями та представниками їхніх родин, мала важливе ритуальне значення. Кров проливалася по найважливішим датам календаря, звичайно з язика жінок та пеніса чоловіків. Голка, що використовувалася для цього, звичайно гостра кістка, також цінилася і мала ритуальне значення. Зображення на стелах, які раніше вважалися зображенням води, що стікає з опущених рук правителів, як це зараз відомо, зображають кров. Ця кров, як і в Європі, символізувала царське походження.